# Ludvík Motyčka
Ludvík Motyčka (* 7. července 1932 Nedakonice) je český a československý politik, po sametové revoluci český ministr stavebnictví a poslanec Sněmovny národů Federálního shromáždění za KDU-ČSL, v 90. letech poslanec České národní rady a Poslanecké sněmovny.

## Biografie
Působil jako stavební technik. Z politických důvodů byl v roce 1951 před maturitou vyloučen ze studií na gymnáziu a povolán do vojenských oddílů PTP. V roce 1959 absolvoval Fakultu stavebního inženýrství Vysokého učení technického v Brně. V období let 1960–1989 pracoval na technických postech u podniku Pozemní stavby a Silnice Brno. Od roku 1968 byl členem Československé strany lidové. V 80. letech byl součástí reformního, obrodného křídla v rámci lidové strany. V období let 1982–1989 zastával post předsedy Městského výboru ČSL v Brně. V říjnu 1989 řídil schůzi reformního křídla lidovců v restauraci Savarin v Praze. V květnu 1989 vyslovil na schůzi ČSL veřejně nedůvěru tehdejšímu vedení strany.
Zapojil se pak do průběhu sametové revoluce v Brně, byl členem vedení Občanského fóra. Zastával i vládní posty. V prosinci 1989 se stal českým ministrem výstavby a stavebnictví ve vládě (vláda Františka Pitry a Petra Pitharta). Na tomto postu setrval do zrušení ministerstva v prosinci 1990.
Ve volbách roku 1990 zasedl do české části Sněmovny národů Federálního shromáždění (volební obvod Jihomoravský kraj) za KDU-ČSL. Ve Federálním shromáždění setrval do voleb roku 1992. Ve volbách roku 1992 byl z KDU-ČSL zvolen do České národní rady, která se pak po vzniku samostatné České republiky transformovala do Poslanecké sněmovny, kde setrval až do roku 1996.
V letech 1989–1996 zasedal v předsednictvu KDU-ČSL. V letech 1993–1995 byl předsedou poslaneckého klubu KDU-ČSL.
V senátních volbách roku 1996 kandidoval neúspěšně do horní komory českého parlamentu za senátní obvod č. 58 - Brno-město, coby kandidát KDU-ČSL, ale získal jen necelých 11 % hlasů a nepostoupil do druhého kola.